# Sânpetru (gmina)
Sânpetru – gmina w Rumunii, w okręgu Braszów. Obejmuje tylko jedną miejscowość Sânpetru. W 2011 roku liczyła 4819 mieszkańców. 